# گزارش در مورد طرحی برای حمایت بیشتر از اعتبار عمومی

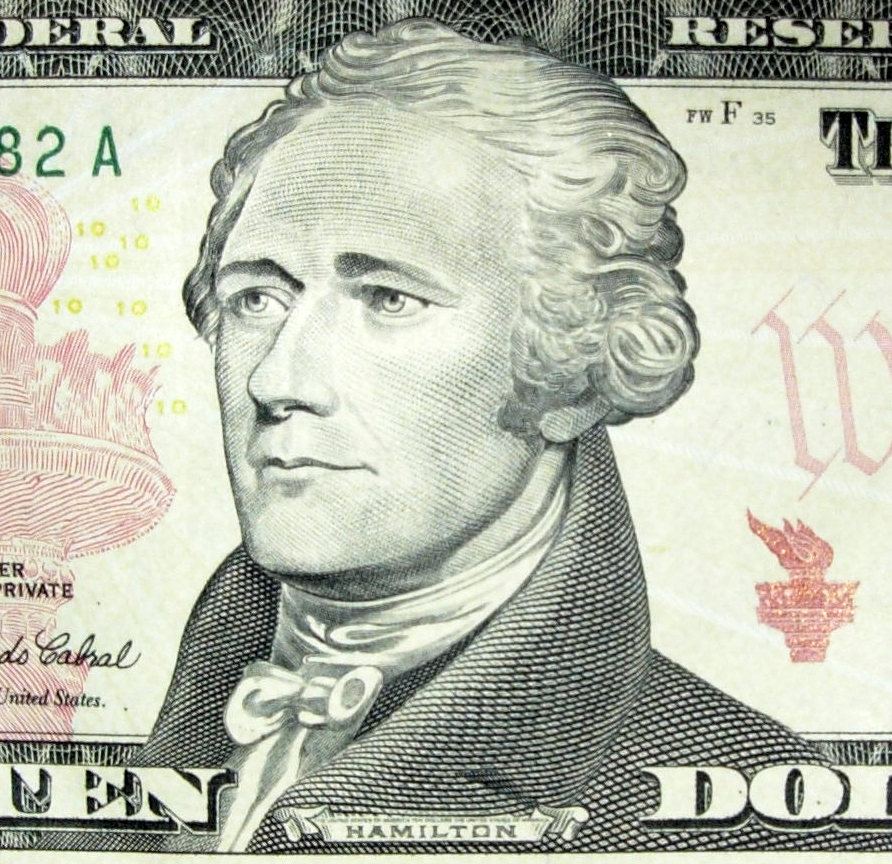
الکساندر همیلتون روی اسکناس ده دلاری

گزارش در مورد طرحی برای حمایت بیشتر از اعتبار عمومی، گزارش «وداعی» است که در ۱۶ ژانویه ۱۷۹۵ توسط اولین وزیر خزانه‌داری، الکساندر همیلتون، به کنگره ایالات متحده صادر شد. این گزارش علاوه بر دفاع از برنامه‌های مالی که تا کنون اجرا کرده بود و تمجید از یک سیستم مالی که «فراتر از همه انتظارات مرفه بود»، منابع درآمد موجود را برشمرد، طرح «بازخرید بدهی عمومی» و افزایش سود آن را برای تثبیت سیستم فعلی تأمین مالی تشریح کرد و اصلاحاتی را در سیستم اعتبار عمومی پیشنهاد نمود که برای انحلال کامل بدهی دولت و «جلوگیری از انباشت تدریجی بدهی که در نهایت تمام دولت را به خطر می‌اندازد» طراحی شده‌است.
اساساً، گزارش او برای پرداختن به ترس دموکرات-جمهوری‌خواهان مبنی بر غیرقابل مدیریت شدن بدهی عمومی ارائه شد. همیلتون متعاقباً در مورد قطع‌نامه‌های تصویب شده توسط کنگره برای توقیف بدهی‌های بریتانیا در ایالات متحده بحث می‌کند و این‌که چگونه آن‌ها «نه تنها از نظر اصول یا استفاده غیرقابل توجیه بودند، بلکه کاملاً اصول صحیح اعتبار عمومی را زیر سؤال می‌برند».
او گزارش را با دفاع از نیاز به اعتبار در یک دنیای همیشه در حال توسعه به عنوان نه تنها دفاع عمومی از حاکمیت، بلکه ابزار خصوصی برای رفاه به پایان رساند.

## پیشنهادها
همیلتون به دنبال طرح کلی خود، ۱۰ اصلاحیه لازم را برای تضمین ثبات و بقا، نه جاودانگی آن در سال‌های آینده، پیشنهاد نمود.

## نتیجه‌گیری

### حق الضرب و توقیف
نتیجه‌گیری همیلتون شامل دو سؤال فلسفی بود، که هر دو پیامدهای گستردهٔ بر ایده اعتبار عمومی داشتند. اساساً آیا یک دولت حق داشت از وجوه خود مالیات بگیرد و آیا دولت حق داشت وجوه طلب‌کار خارجی را در صورت اختلاف یا جنگ با ملت آن فرد توقیف یا مصادره کند؟
همیلتون معتقد بود، دولتی که با یک طلب‌کار قرارداد منعقد می‌کند، آن قرارداد را با فردی در وضعیت طبیعی منعقد می‌کند، نه به عنوان بخشی از جامعه آن یا دیگران. اولاً، گرفتن درصدی از درآمد به طلب‌کار از درون مرزهای آن، به منزله عهدشکنی است، که اعتمادی را که اعتبار بر اساس آن ارزش خود را می‌گیرد، تغییر می‌دهد. اگر یک طلب‌کار معقول نتواند انتظار داشته باشد که قرارداد با دولت حفظ شود، دیگران سرمایه‌گذاری‌های بعدی پرمخاطره را انجام نخواهند داد و در دسترس بودن منابع مالی کاهش می‌یابد. از آن‌جایی که در دسترس بودن منابع مالی مستقیماً به اهرمی که یک دولت می‌تواند برای رشد اقتصاد خود استفاده کند مرتبط است، نقض اعتماد می‌تواند عواقب مهلکی بر آینده ثبات اقتصادی داشته باشد. هم‌چنین، مالیات بر شهروندان بستانکار در این صورت بسیار غیرقابل برآورد، اما به‌طور قطعی نامتناسب خواهد بود. از بستانکاران نه تنها مالیات عادی شامل مصرف، بلکه مالیات سرمایه‌گذاری نیز دریافت می‌شود؛ بنابراین، کسانی که به دولت اعتماد داشتند تا روی موفقیت خود سرمایه‌گذاری کنند، به‌طور غیرمنطقی بیشترین هزینه را برای آن موفقیت خواهند پرداخت.
در مورد مسئله بستانکاران خارجی، برخی معتقد بودند، که دولت حق دارد تمام اموال شهروندان ساکن در مرزهای کشورهای متخاصم را مصادره کند. شاید، همیلتون موافق بود، اموالی که تحت حمایت و امنیت یک کشور متخاصم به دست آمده و از طریق مالیات به آن کشور پرداخت می‌شود، باید حداقل از نظر سیاسی، در معرض مصادره باشد. با این حال، هنگامی که اموال مورد نظر تحت اعتماد دولت و قوانین ملت بده‌کار تأمین می‌شود، این اعتماد نباید از بین برود:
در واقع مال، در صورتی که از آن استفاده صورت نگیرد، چیست جز یک داستان؟ در بسیاری از موارد در واقع، درآمد یا پرداخت‌های سال‌یانه، خود ملک است: و اگرچه استفاده عمومی ممکن است این اصل را کنترل کند، این کنترل می‌تواند تنها تا جایی که استفاده به وضوح پیش می‌رود باشد. نباید با قیاس گسترش یابد.

### اعتبار
همیلتون به کنگره یادآوری کرد، که ایالات متحده هنوز کاملاً جوان است و بنابراین باید از طریق «اصل نیروبخش» اعتبار برای رقابت با قدرت‌های اروپایی، بقا و انرژی خود را حفظ کند، نه این‌که خود را تحت تأثیر هوس‌های آن‌ها از طریق ضرورت تولیدات‌شان قرار دهد.
برای یک کشور غیرممکن است که با شرایط مساوی مبارزه کند، یا در برابر شرکت‌های دیگر کشورها ایمن باشد، بدون این‌که بتواند به‌طور مساوی با آن‌ها از [اعتبار] استفاده کند. و برای کشوری جوان با سرمایه مالی متوسط و صنعتی نه چندان متنوع، این امر بیشتر از کشورهای که در هر دو پیشرفته‌تر هستند، ضروری است.

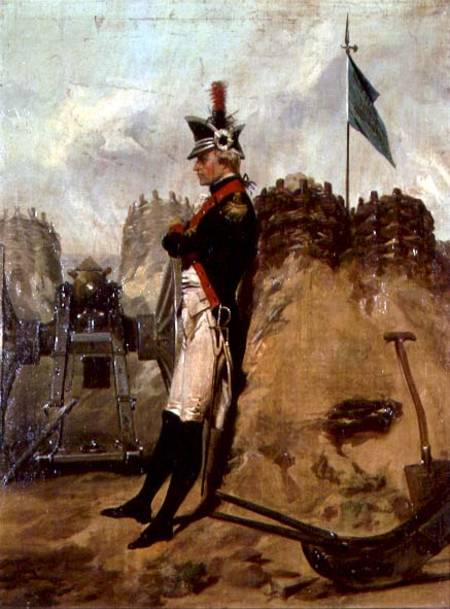
"الکساندر همیلتون در یونیفورم توپخانه نیویورک توسط هنرمند آلونزو چپل (۱۸۲۸–۱۸۸۷)

علاوه بر مزایای خارجی و زیان‌های بالقوه، همیلتون اظهارداشت که اعتبارات دولتی و خصوصی ناگزیر به هم گره خورده‌اند و اعتبار خصوصی در یک کشور در حال توسعه به همان اندازه لازم است، تا افراد با هر شغلی فعالیت‌های خود را آغاز کنند.
این حکمت مطابقت کلی دارد، که آنچه مفید است را گرامی بدارید. از سوءاستفاده از آن محافظت کنید. این درست‌ترین سیاست در ایالات متحده خواهد بود، که تمام انرژی ممکن به اعتبار عمومی داده شود. با پای‌بندی قاطعانه به اصول آن و در عین حال پرهیز از زیان ناشی از استفاده بیش از حد از آن، با اقتصاد و سیستم واقعی، در هزینه‌های عمومی با ایجاد صلح و آرامش و با استفاده از تلاش‌های صادقانه، کارآمد و مستمر برای کاهش بدهی‌های فعلی، جلوگیری از انباشت بدهی‌های جدید و تضمین تخلیه در مدت معقول به عنوان موارد احتمالاً ضروری به قرارداد. عاقلانه خواهد بود، که با رعایت مثالی از اصول اعتبار عمومی، اعتبار خصوصی را پرورش داده و تقویت کنیم و با اجرای سریع و قوی عدالت و با از بین‌بردن هر نوع وسوسهٔ برای بده‌کاری‌های بنیادی به امید طفره‌رفتن از مطالبات عادلانه بستانکاران، از سوءاستفاده از امر اولی محافظت کنیم.

## بازنشستگی از خزانه‌داری
در ۳۱ ژانویه ۱۷۹۵، همیلتون از سمتش به عنوان وزیر خزانه‌داری استعفا داد و به فعالیت‌های خصوصی حقوقی‌اش در نیویورک بازگشت.